# Mercat municipal de Molins de Rei
Mercat municipal de Molins de Rei és un monument del municipi de Molins de Rei (Baix Llobregat) protegit com a bé cultural d'interès local. Construït l'any 1935 per l'arquitecte municipal Joan Gumà i Cuevas, va ser edificat per suplir el mercat primitiu, que estava situat a la plaça de la Creu. Aquest edifici ha sofert diverses remodelacions, essent-ne l'última iniciada l'any 2003 i finalitzada l'any 2007 i en la qual s'enderrocà i remodelà tot l'interior de l'edifici restant les façanes com a únic element original.

## Descripció
Edifici de planta quadrada, format per baixeres i planta. Les primeres s'utilitzen com a garatge i la planta és el mercat pròpiament dit. La construcció és de maó vist combinat amb pedra, i a la part superior té una filera contínua de petites finestres separades per pilastres. Les cantonades són esbiaixades, i a una d'elles es troba l'entrada principal, la porta de la qual està emmarcada per pilastres rematades per falsos capitells decorats amb fruites i una llagosta. Sobre la porta, i dins una fornícula, hi ha una escultura de J. Cardellà. Finalment, al damunt d'aquest conjunt s'aixeca una torreta amb finestres obertes a una mena de galeria. La part superior està decorada amb escultures d'aliments.

## Història

### Precedents
La història dels Mercats de Molins de rei s'inicia oficialment l'any 1269 quan Jaume I el Conqueridor concedeix autorització a la vila per fer mercat públic de cereals cada dijous.
L'any 1890 Les vendes s'efectuaven a cel obert a l'antic Mercat situat a la plaça de la creu (en aquell temps denominada Plaça Dr. Julià). L'1 d'abril de 1890 l'alcalde de la vila Josep Rius i Rosés, anuncia la subhasta d'obres per a la construcció d'un mercat al mateix lloc on se celebrava diàriament. Antoni Rovira fou l'arquitecte encarregat i Folch i Claramunt el constructor. En aquell moment el mercat constava de 20 parades i Molins de Rei no arribava als 3.000 habitants. A mesura que passaven els anys s'anaven fent millores a petició dels venedors, com ara un tancat de vidre, serveis i un tendal fins aleshores inexistents.

### l'actual mercat
Amb el decurs dels anys l'antic mercat resta petit amb una pujada creixent de l'evolució demogràfica a la vila. El 24 de febrer de 1932 l'alcalde Ramón Canalies nomena una comissió per a estudiar la construcció d'un nou mercat, a l'actual plaça, la qual porta el seu nom. Poc després el 28 de juliol del mateix any, en el Ple de l'Ajuntament, s'aprova la construcció d'un nou mercat amb una plaça descoberta al seu davant i això suposa l'expropiació d'algunes finques.
18 de juliol de 1934. L'alcalde Jaume Font i Guitart, en subhasta pública i seguint tots els tràmits reglamentaris, adjudica les obres del nou mercat al convilatà Josep Badia Rubí. El preu total d'aquestes obres és de 295.818 de pessetes. 15 de juliol del 1935. S'inaugura oficialment el Mercat Nou a la Plaça del Mercat.
El nou mercat sorprengué per la seva grandària, agosarada per una població tan petita com Molins de Rei en aquell moment. Llavors aquell mercat constava d'un total de 126 parades, de les quals n'hi havia 85 d'ocupades.
Dos mesos després de la inauguració del Nou Mercat, 4 de setembre de 1935, es procedeix a l'enderrocament de l'antic mercat ubicat a la Plaça de la Creu.
L'any 1971 la part central amenaça ruïna i es realitzen obres, L'alcalde Lluís Puiggarí encarrega el projecte a l'arquitecte molinenc Lluís Trapero, essent-ne el constructor Antoni Català, amb pressupost de 3.000.000 de pessetes.
Fruit del deteriorament arquitectònic, l'any 1992, l'Ajuntament de Molins de Rei es planteja la remodelació del Mercat Municipal. L'any 1998 el Mercat comptava amb 120 mòduls actius, 69 concessionaris i 73 establiments.
El 23 d'abril de 2002, 32 dels 69 concessionaris i 36 dels 73 establiments es traslladen al mercat provisional situat al pati del Palau dels Requesens. Al mes de setembre del 2003 quan comença la remodelació integral del Mercat nou de la plaça del Mercat. Es conserva l'estructura íntegra de la façana. Les obres duren uns quatre anys i finalment, el 9 de maig de 2007, es torna a posar en funcionament l'edifici.
La solució arquitectònica d'aquesta última gran remodelació salva els problemes de desnivell i els que podrien originar el nivell freàtic, compta amb un projecte de recollida selectiva de residus i en l'estalvi energètic mitjançant un sostre de plaques solars que permeten vendre energia.
L'edifici del mercat s'ha convertit en un edifici polivalent que compta amb 30 concessionaris, 1 autoservei, zona de cambres i magatzems, així com un aparcament, minideixalleria, els molls de càrrega i descàrrega. L'edifici també alberga el Punt de Comerç Molins de Rei Centre de Comerç (espai per a reunions i actes, espai per a la formació i punt d'informació per als usuaris) dotat amb una Aula Gastronòmica (Aula de Cuina completament equipada), només superada per la de la Boqueria de Barcelona.
Gràcies a tot això el Mercat municipal ha rebut diversos reconeixements entre els quals hi ha el"Premi a la Iniciativa Comercial i als Establiments Centenaris" de la Generalitat de Catalunya i el premi de "Comerç Urbà i proximitat i millors actuacions Municipals" atorgat per la Diputació de Barcelona.